# Calici maggiori
In anatomia, i calici maggiori sono condotti di escrezione renale che prendono origine dai calici minori e terminano immettendosi nella pelvi (o bacinetto) renale.

## Morfologia del calice
Il calice maggiore ha l'aspetto di una grande camera con forma ad imbuto. Ogni calice maggiore ha almeno due "colli" (in quanto drena almeno 2 calici minori) e due "coppe" che si immettono nella pelvi renale. I calici sono generalmente tre: il calice maggiore superiore, il medio e l’inferiore. 
La parete dei calici è formata da cellule muscolari lisce: questo strato variabile di muscolatura liscia si trova in profondità nella lamina propria, molto più sviluppato nei calici maggiori e nella pelvi renale rispetto ai calici minori. Queste cellule muscolari lisce sono dotate di capacità di contrazione ritmica spontanea e proprio attraverso questa contrazione si genera una peristalsi che favorisce la progressione dell'urina attraverso la pelvi renale verso gli ureteri e la vescica.

## Funzione principale
Il calice maggiore avvolge l'apice delle piramidi renali. L'urina, dopo essere stata filtrata e riassorbita a livello renale, entra in un calice minore passando attraverso una papilla renale situata all'apice. Prosegue quindi passando in un calice maggiore e infine passa nell'uretere attraverso la pelvi renale.

## Immagini correlate

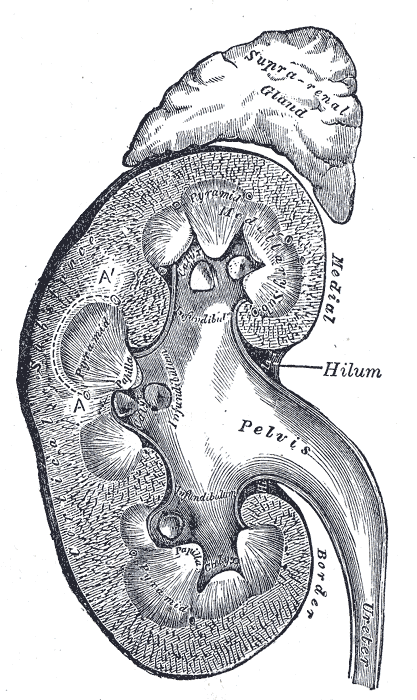
Sezione verticale del rene. Viene visualizzata la pelvi renale e i calici maggiori e minori.
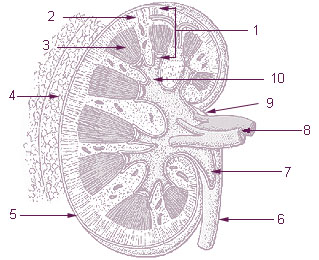
10. I calici maggiori accolgono i calici minori.